# Kit (bricolage)
Pour les articles homonymes, voir Kit.

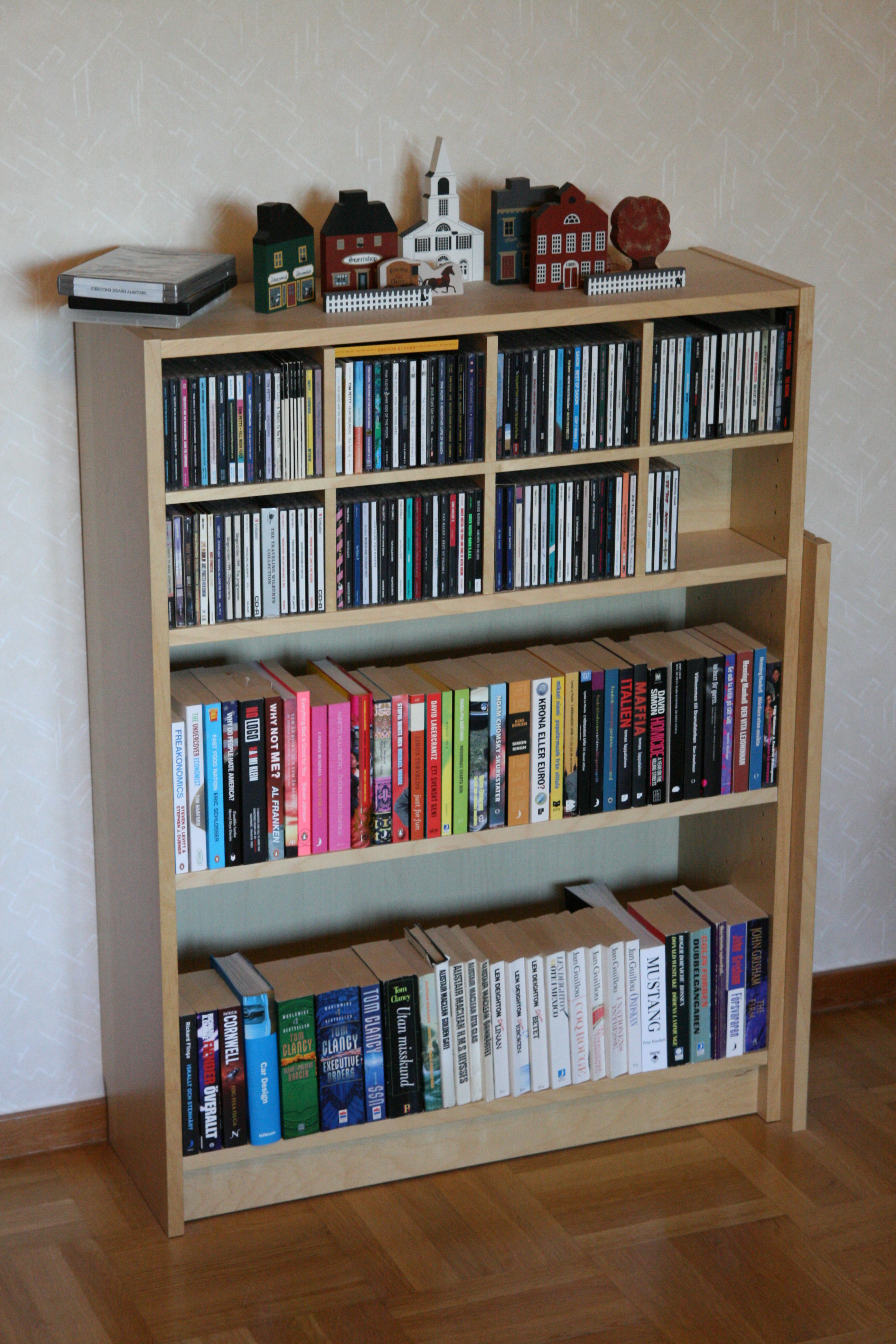
Bibliothèque Ikea en kit.

Un kit (on trouve également prêt-à-monter) est un ensemble de pièces servant à fabriquer un objet par assemblage. 
En bricolage, un kit désigne l'ensemble des pièces constitutives d'un objet manufacturé (par exemple, objet de menuiserie ou de mécanique) fournies de façon groupée avec une notice permettant à l'acquéreur de procéder lui-même à l'assemblage et à la finition de l'objet. L'outillage nécessaire, souvent simple, peut être fourni dans le kit. Selon les cas, le kit peut ne demander qu'un assemblage facile à réaliser sans connaissances techniques (par exemple, le montage d'un meuble de cuisine bien conçu peut se faire en quelques dizaines de minutes) ou constituer un projet de plusieurs centaines d'heures de travail (par exemple, la construction d'un clavecin).
En modélisme, un kit est une maquette préfabriquée vendue en boite (voir Jeu de construction).
En broderie, un kit comprend l'ensemble des fournitures nécessaires à la réalisation d'un ouvrage : toile, fils, diagramme et aiguille.